# Gottfried Zimmermann
Gottfried Zimmermann (* 7. Mai 1670 in Wittenberg; † 17. August 1723 ebenda) war ein deutscher Verleger in Wittenberg und Zerbst. Er war ein Großvater des Aufklärers Friedrich Nicolai.

## Leben
Gottfried Zimmermann war spätestens seit 1698 als Verleger und Buchhändler in Wittenberg tätig. 1700 erwarb er eine Filiale in Berlin, die er 1703 an Johann Wilhelm Meyer übergab und 1713 an seinen Schwiegersohn Christoph Gottlieb Nicolai. Dieser begründete dort die Nicolaische Verlagsbuchhandlung.
Zimmermann hatte auch eine Verlagsfiliale in Zerbst spätestens seit 1710. Er war seit 1710 Ratsherr (Raths-Verwandter, senator adjunctus) in Wittenberg und 1714 Gotteskastenvorsteher.
Gottfried Zimmermann war verheiratet. Nachkommen waren
- Maria Justine Nicolai († 1738), Ehefrau des Verlegers Christoph Gottlieb Nicolai und Mutter des bedeutenden Aufklärers Friedrich Nicolai
- Gottfried Samuel Zimmermann († 1761), Nachfolger als Verleger in Wittenberg und Zerbst
- Friederika Henriette Zimmermann († 1777), Ehefrau des Literaturwissenschaftler und Philologe Friedrich Strunz